# Palacio Real (Madrid)

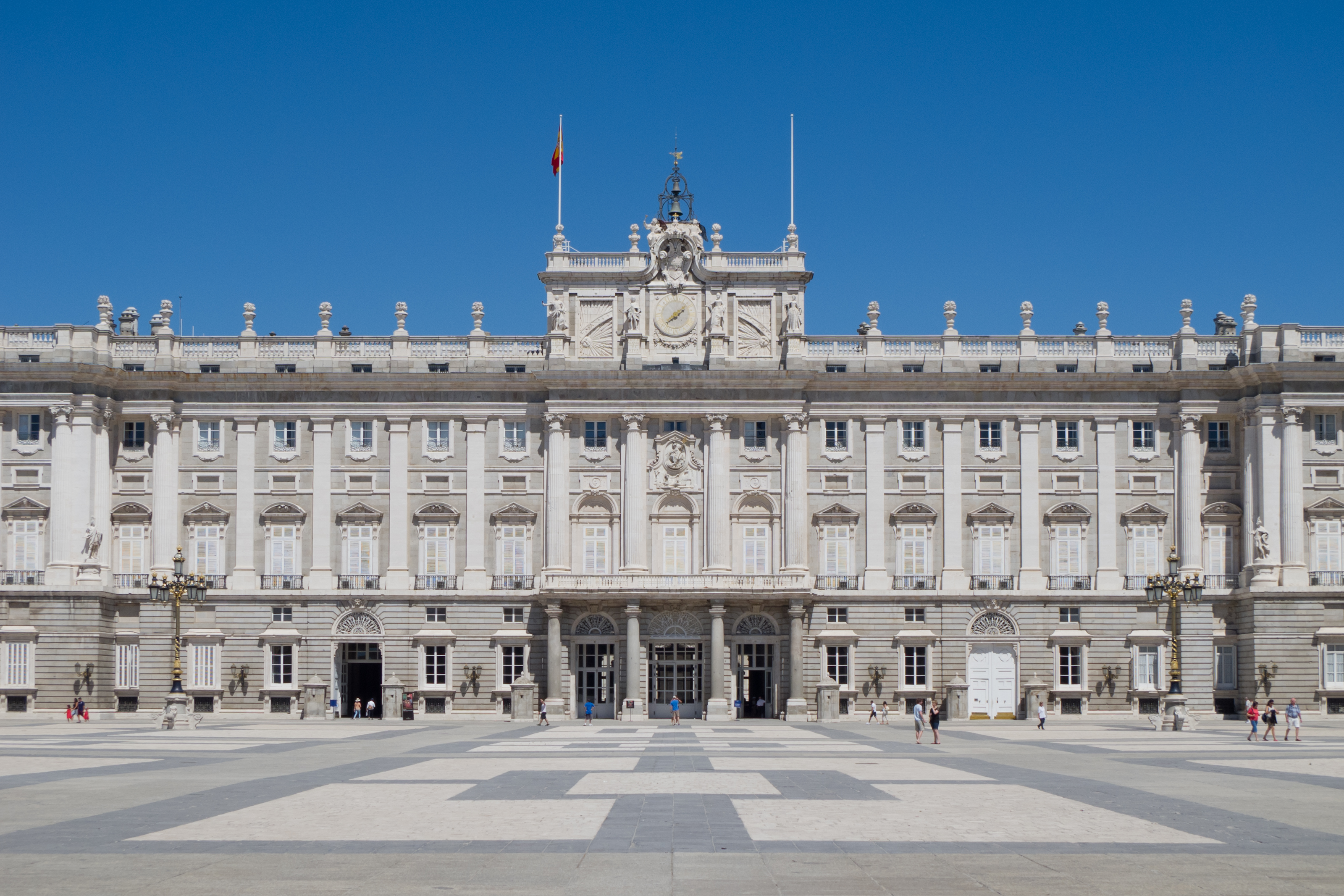
Königliches Schloss zu Madrid

Das Königliche Schloss Madrid (spanisch Palacio Real de Madrid) ist die Residenz des Königs von Spanien. Der Barockbau wurde ab 1735 durch König Philipp V. vom Hofarchitekten Filippo Juvarra errichtet. Mit 135.000 Quadratmetern Grundfläche und 3.418 Räumen ist es das größte königliche Schloss in Europa.

## Geschichte

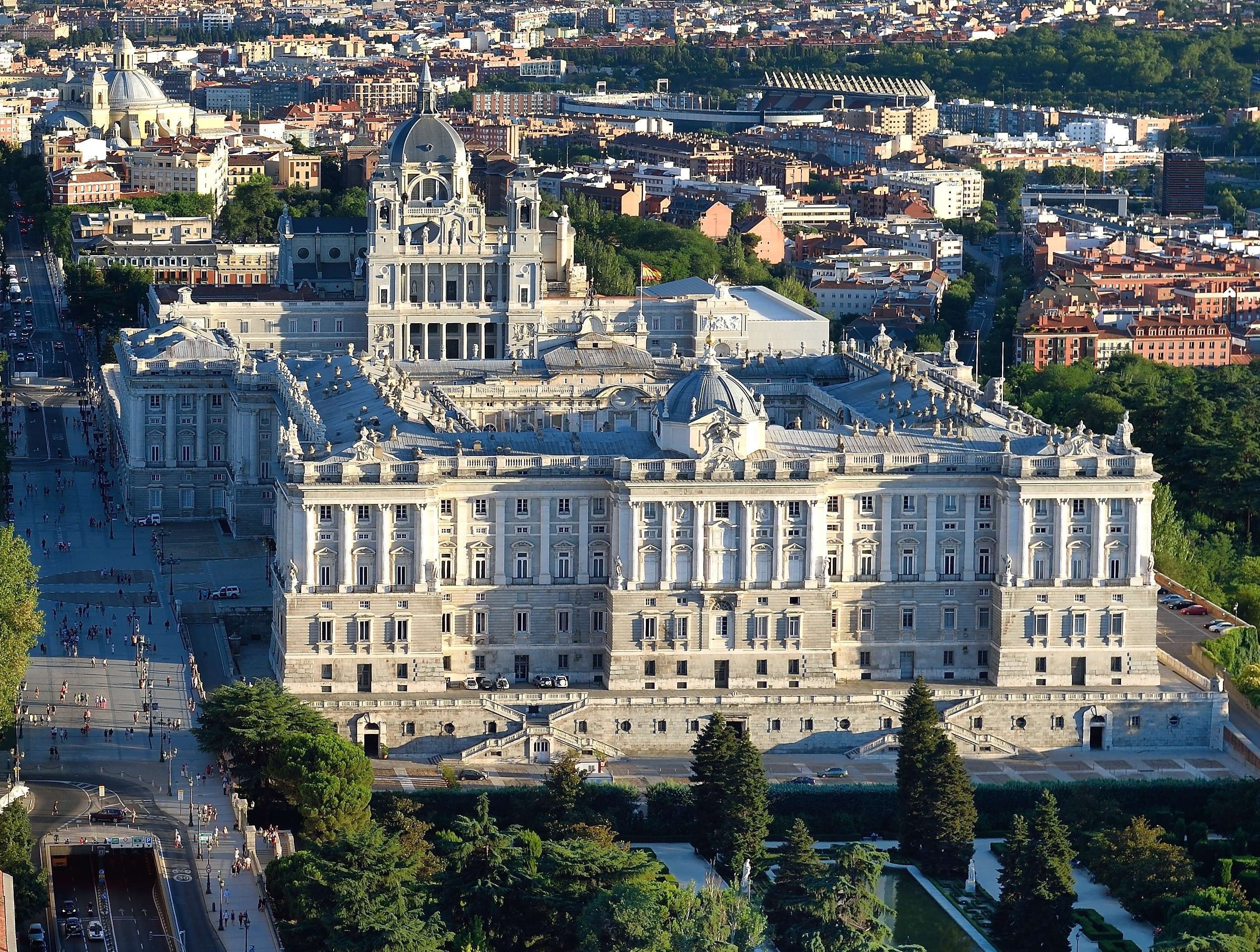
Luftbild

Grundriss

Auf dem Gelände des heutigen Palastes stand bis ins 18. Jahrhundert ein Alcázar, ein maurisches Burgschloss. Ein Feuer am Heiligabend 1734 zerstörte diese von den spanischen Königen genutzte Residenz und schuf die Notwendigkeit für einen Neubau.
Spanien befand sich in einer langen Phase des Niedergangs: Die Einnahmen aus den Kolonien versiegten und der Spanische Erbfolgekrieg destabilisierte das Land. Durch den Krieg waren die Bourbonen an die Macht gekommen und das noch junge Königshaus wollte mit dem Neubau des Palastes seine Stärke demonstrieren. In ganz Europa schmückten sich die Fürsten mit barocken Prunkbauten. Philipp V. wünschte ein dem Escorial der Habsburger ebenbürtiges Gebäude und beauftragte 1734 den Architekten Filippo Juvarra mit der Planung zu beginnen. Juvarra starb jedoch 1736 während der Planungen, weshalb man den italienischen Juvarra-Schüler Giovanni Battista Sacchetti (in Spanien Juan Bautista Sachetti genannt) mit der Fortführung der Planungen und dem Neubau beauftragte. 
Da Juvarra einen noch größeren Palast an anderer Stelle vorgeschlagen hatte, musste Sacchetti Umplanungen für einen Bau am Standort des alten Alcázar vornehmen. Da sich die Errichtung der vierflügeligen Anlage bis zur Fertigstellung im Jahr 1764 hinzog, musste Sacchetti ob seines hohen Alters dem jungen Ingenieur Francisco de Sabatini die Arbeiten bis zur Fertigstellung des Palastes übertragen. Sacchetti starb im Jahr der Fertigstellung. König Karl III. bezog mit seiner Familie am 1. Dezember 1764 erste Räumlichkeiten im Neubau am Standort des alten Alcázar.

## Schloss

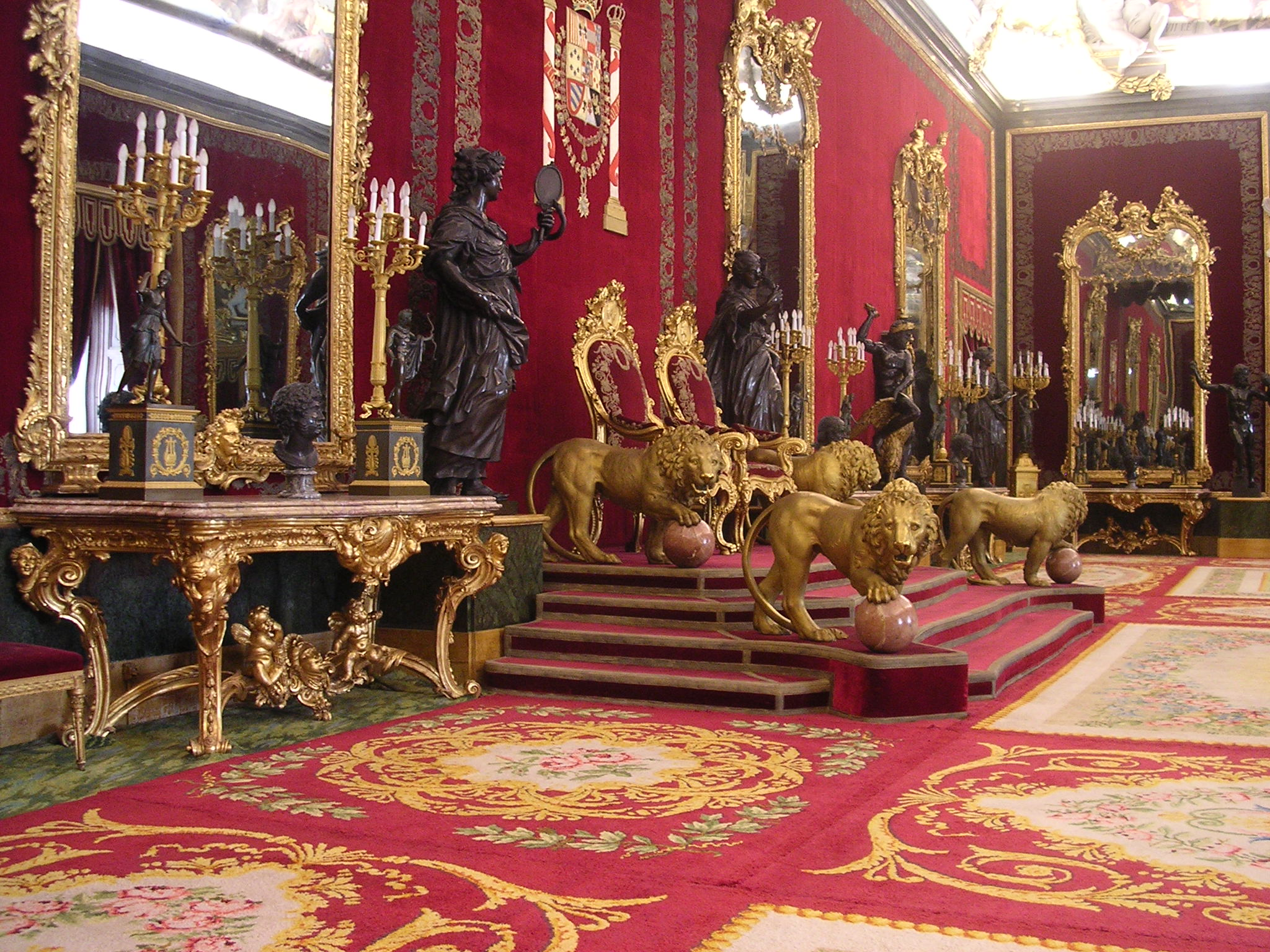
Der Thronsaal (Salón del Trono)

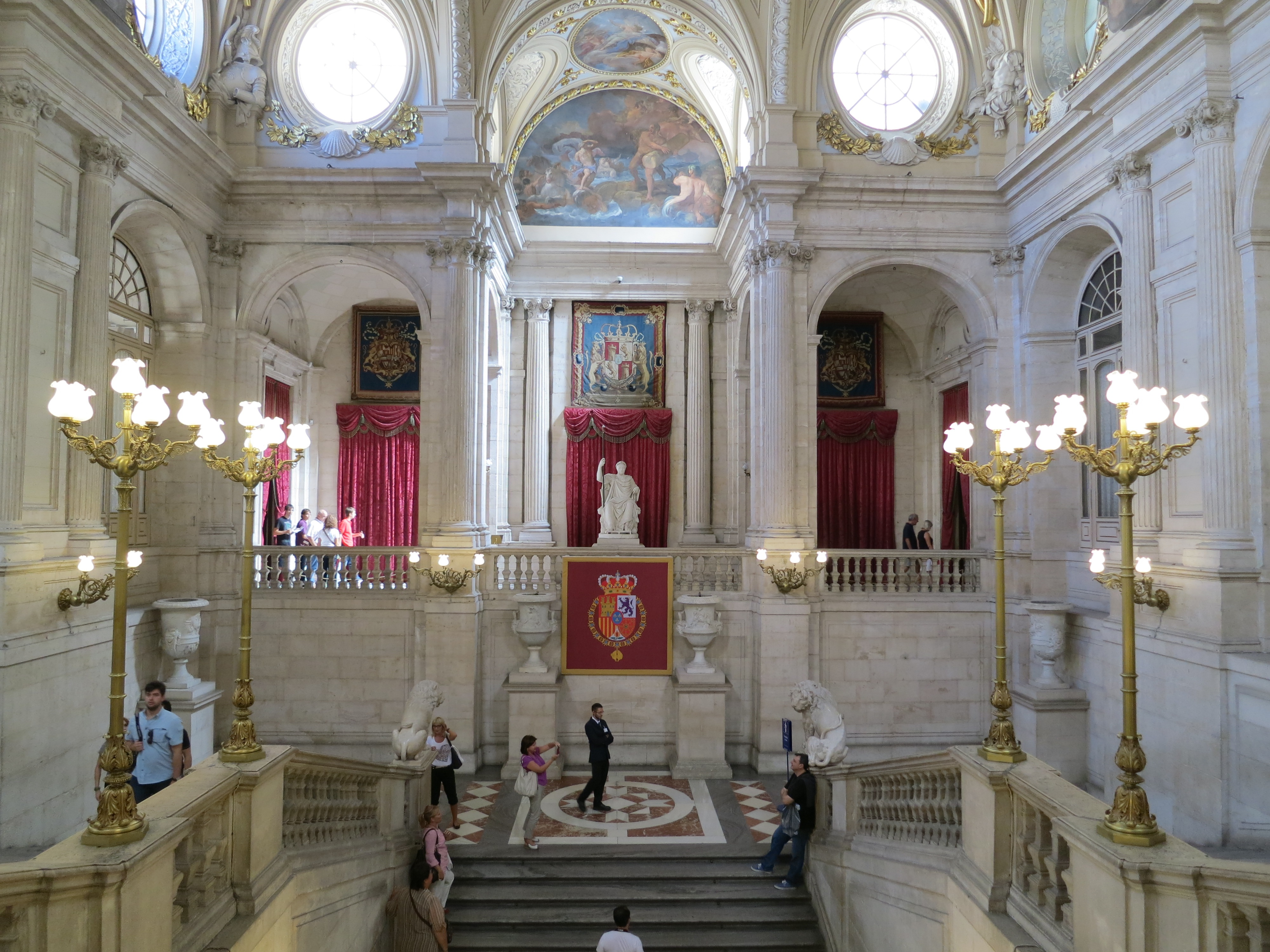
Die Haupttreppe (Escalera principal)

Dem Schloss ist ein breiter Ehrenhof vorgelagert, aus dem die „Puerta del Príncipe“, das Prinzentor, in den Innenhof der quadratischen Anlage führt. Über einem rustikaähnlichen Erdgeschoss erheben sich die hochbarocken Fassaden, die mit Kolossalpilastern, bekrönenden Vasen und Statuen geschmückt sind. Die Galerieflügel des Ehrenhofs sind Erweiterungsbauten aus dem 19. Jahrhundert, die rückwärtige Fassade des Schlosses wird von der Kuppel der Schlosskapelle dominiert.
Der Palast gehört zu den größten Schlössern in Westeuropa und ist annähernd doppelt so groß wie Buckingham Palace oder Schloss Versailles. Der Palacio Real umfasst etwa 2.000 Säle, Salons und Kabinette für höfische Zwecke, jedoch insgesamt 3.418 Räumlichkeiten auf 135.000 Quadratmetern Fläche. Zu den wichtigsten der Paradezimmer gehören der Thronsaal, das mächtige Treppenhaus, der Hellebardensaal, die Spiegelgalerie und die Schlosskapelle. Die Innenräume sind in vielfältigen Stilen ausgeschmückt, es gibt Säle, die vom Barock zum Klassizismus überleiten, und auch die alte Tradition der Mauren wird in einigen Formen wieder aufgegriffen. Da der Palast auch museal genutzt wird, hängen hier heute zudem Gemälde großer Meister wie Goya, Velázquez, Rubens, Giovanni Battista Tiepolo und Caravaggio. Auch die Waffensammlungen gehören zu den größten der Welt.
Die spanische Königsfamilie lebt nicht im Schloss, sondern im weitaus bescheideneren Zarzuela-Palast nordwestlich von Madrid. Die großen Festsäle des Palacio Real werden für Repräsentationszwecke und Staatsempfänge genutzt. Aus diesen Gründen sind Teile des Palastes zu eingeschränkten Zeiten auch der Öffentlichkeit zugänglich und gehören zu den touristischen Höhepunkten Madrids.

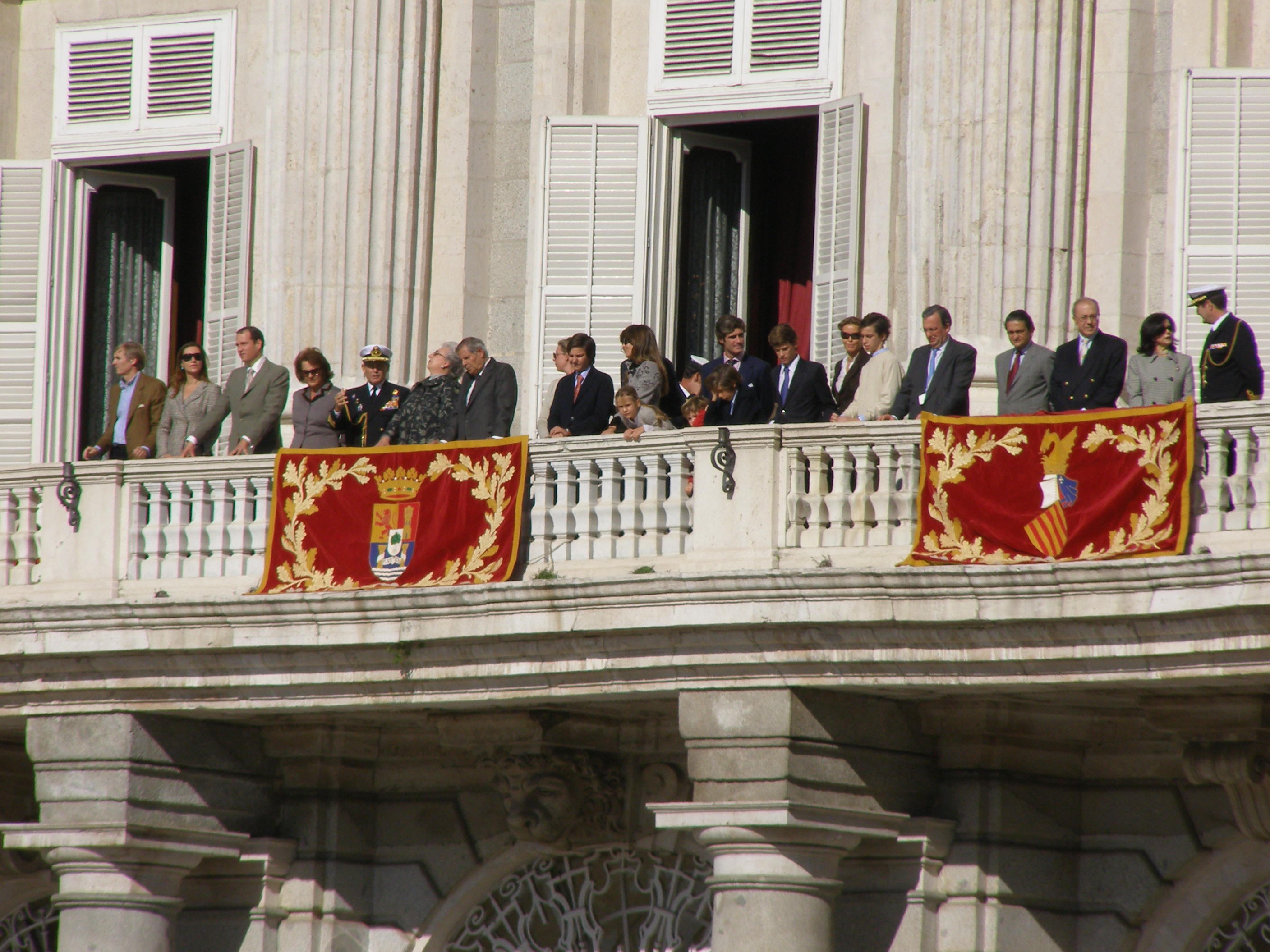
Königliche Familie am Balkon
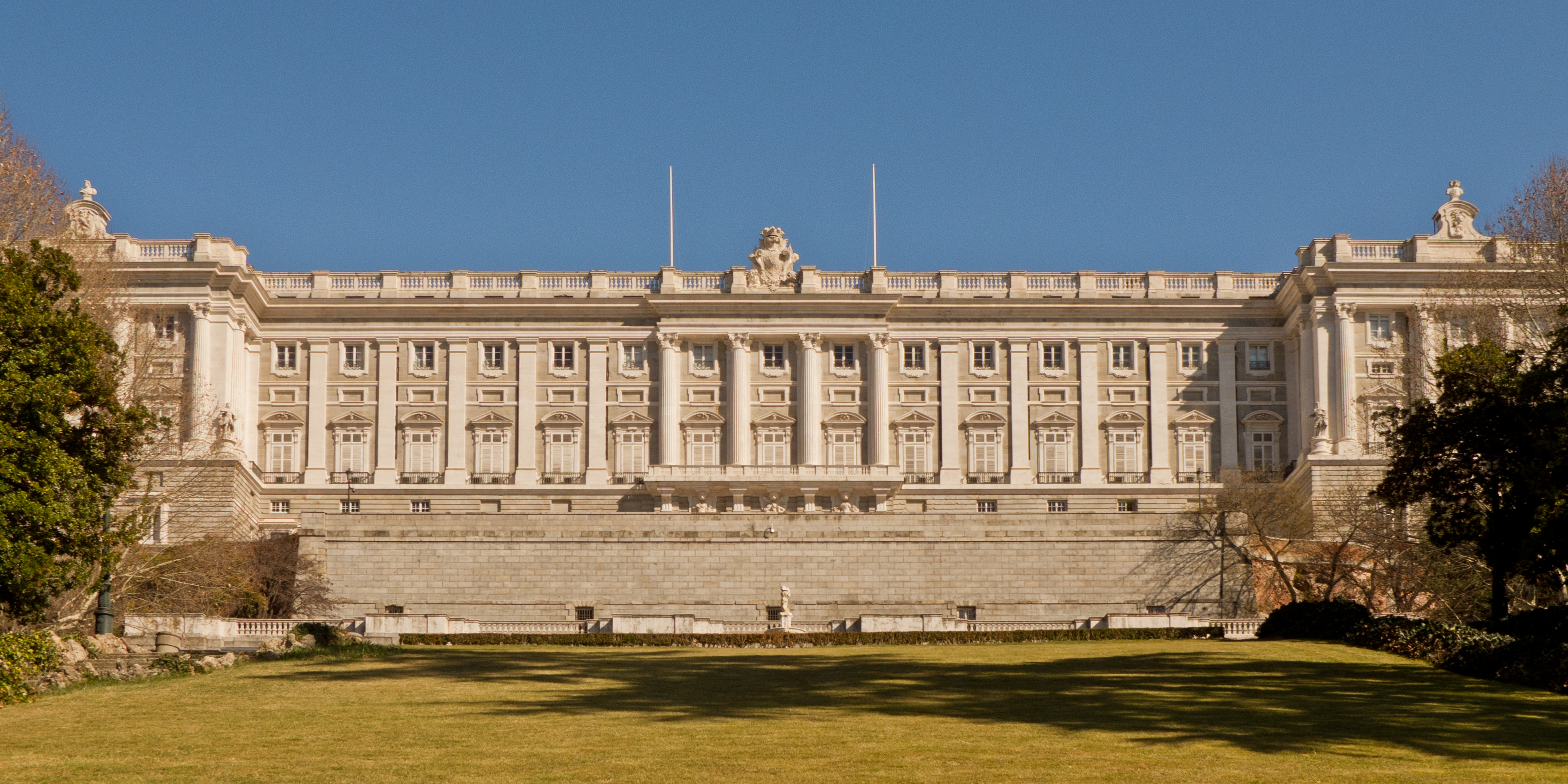
Die Campo Moro mit Blick zum Schloss
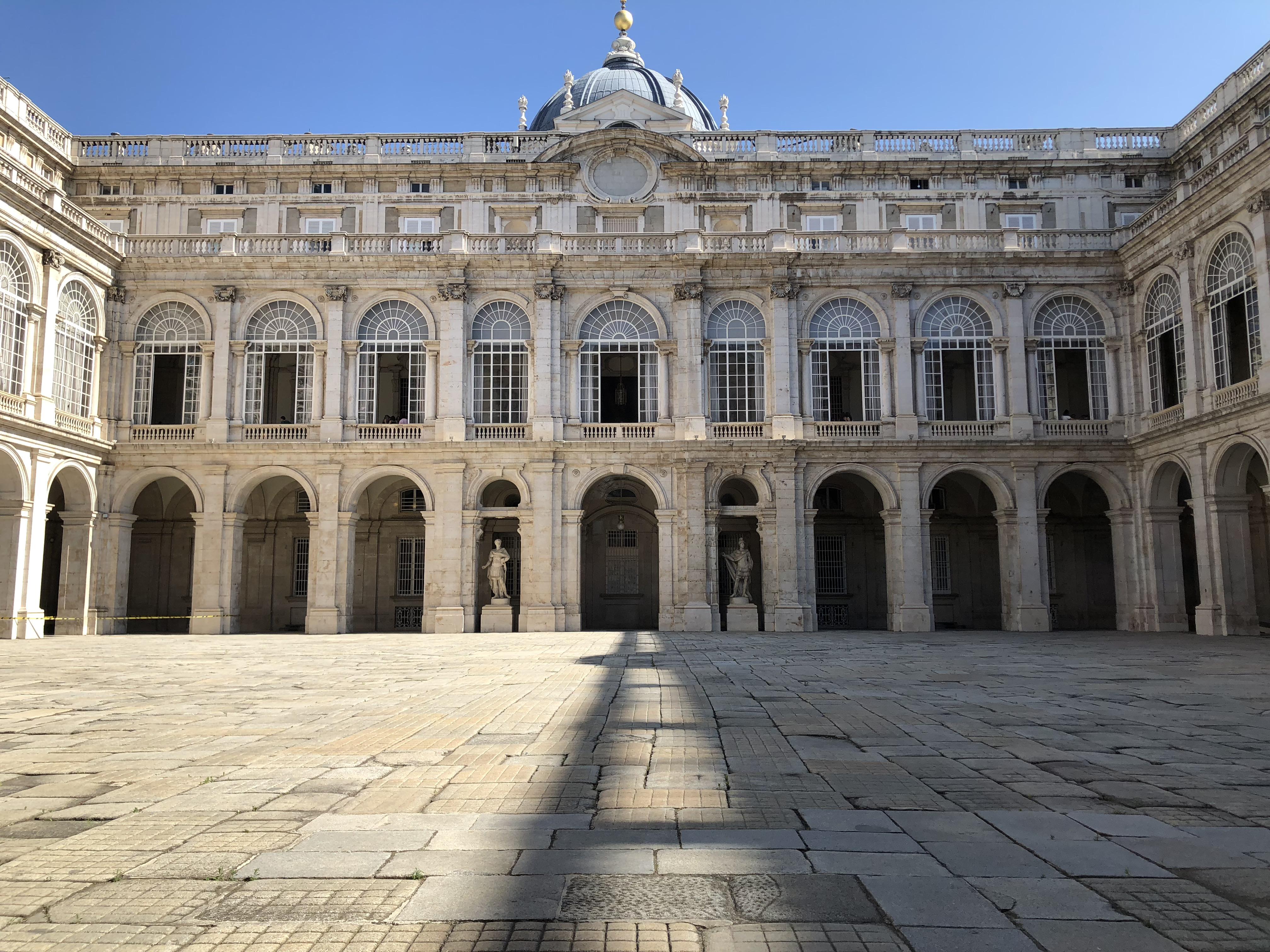
Innenhof
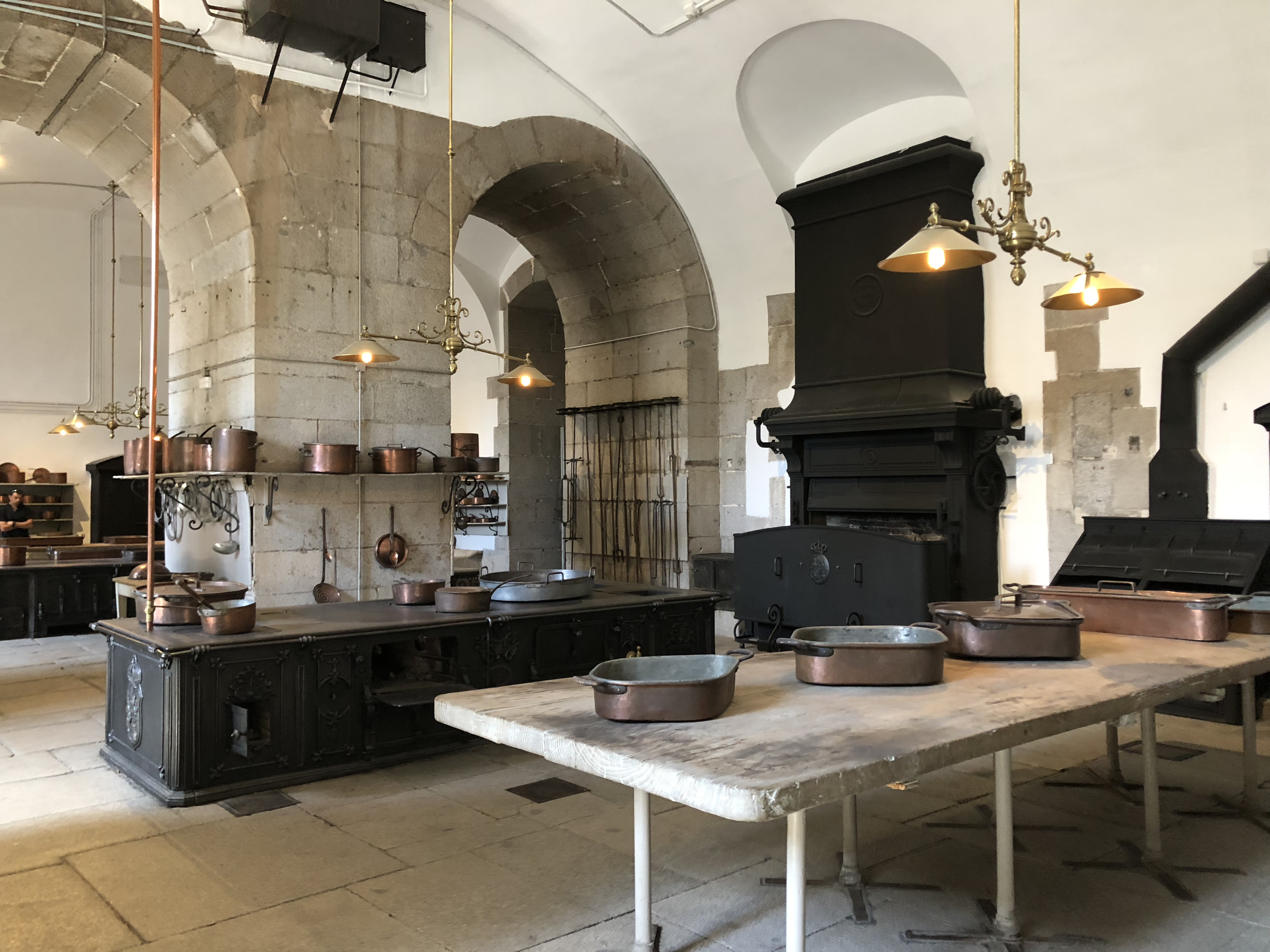
Historische Hofküche
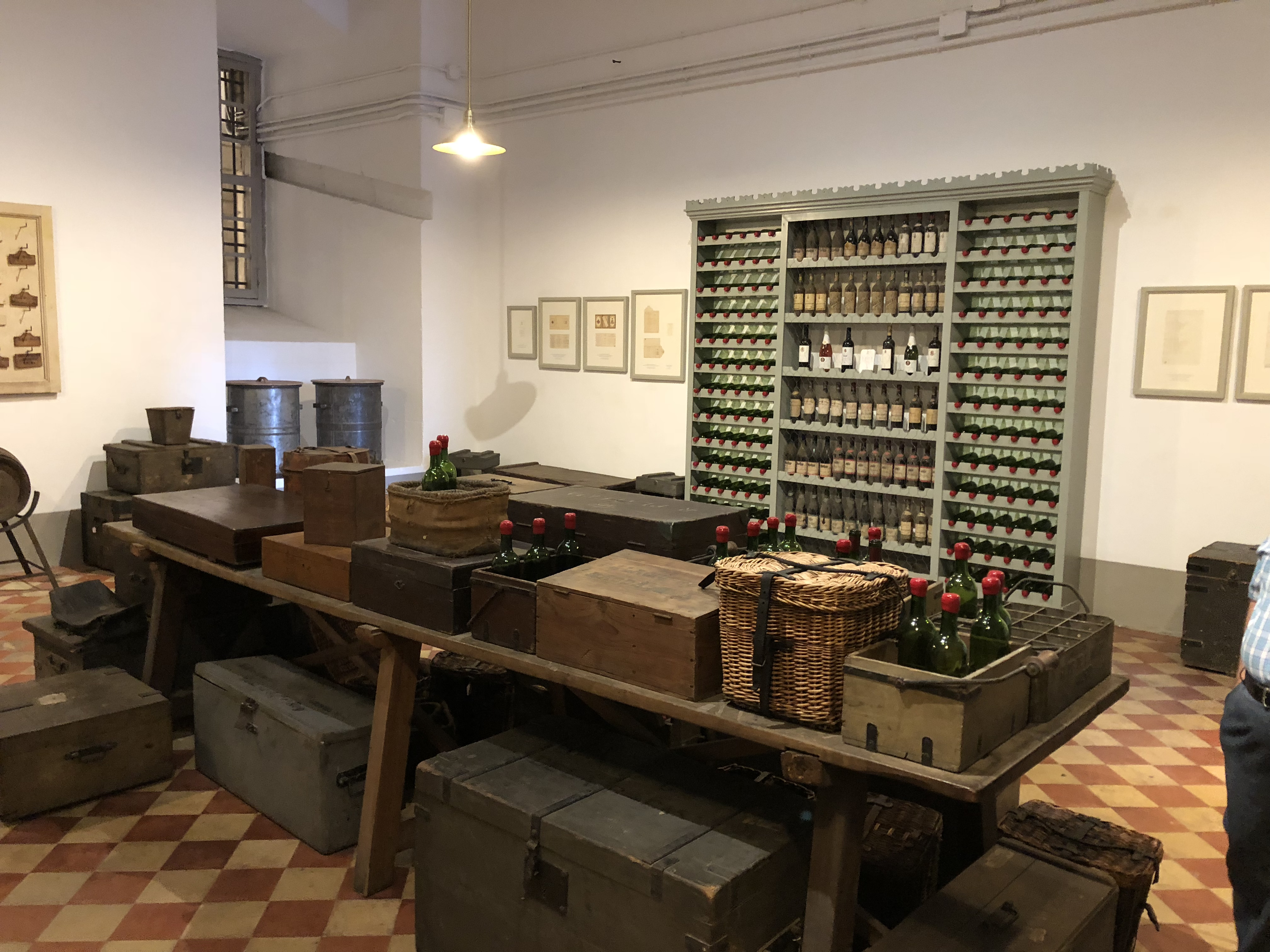
Weinkeller

## Kapelle
Die Orgel in der Kapelle des Palastes ist ein Werk des Orgelbauers Jordi Bosch i Bernat (1739–1800). Das Instrument hat 44 Register auf drei Manualen und Pedal, darunter sieben reine Diskantregister. Alle sonstigen Register sind in Bass- und Diskantseite geteilt, wobei neun Register (vgl. die mit B. und D. gekennzeichneten Register) sich auf der Diskantseite von der Bassseite unterscheiden.
| I Rückpositiv C– |                          |     |
| 1.               | Violón                   | 8'  |
| 2.               | Tapadillo                | 4'  |
| 3.               | Quincena                 | 2'  |
| 4.               | Lleno III                |     |
| 5.               | Octava de corneta (D)    | 4’  |
| 6 a.             | Nazardos III (B)         |     |
| 6 b.             | Corneta IV (D)           |     |
| 7.               | Tiorba (D)               | 16’ |
| 8.               | Trompeta Real            | 8'  |
| 9.               | Voz humana a la francesa | 8'  |

| II Echowerk C– |                         |     |
| 10.            | Flautado 13             | 8'  |
| 11.            | Violón                  | 8'  |
| 12.            | Flauta Travesera II (D) | 8’  |
| 13.            | Tapadillo               | 4'  |
| 14.            | Lleno III               |     |
| 15 a.          | Címbala III (B)         |     |
| 15 b.          | Címbala IV (D)          |     |
| 16 a.          | Nazardos III (B)        |     |
| 16 b.          | Corneta VI (D)          |     |
| 17.            | Trompeta magna (D)      | 16’ |
| 18.            | Trompeta Real           | 8'  |
| 19.            | Clarín (D)              | 8’  |
| 20 a.          | Bajoncillo (B)          | 4'  |
| 20 b.          | Chirimía alta (D)       | 4'  |
| 21.            | Voz humana en ecos      | 8'  |

| III Hauptwerk C– |                      |      |
| 22.              | Flautado 26          | 16'  |
| 23.              | Flautado 13          | 8'   |
| 24.              | Violón 26            | 16'  |
| 25.              | Violón 13            | 8'   |
| 26.              | Octava               | 4'   |
| 27.              | Tapadillo            | 4'   |
| 28.              | Flauta Dulce II (D)  | 8'   |
| 29.              | Docena y Quincena    | 2/3' |
| 30.              | Lleno V              | 2'   |
| 31 a.            | Nazardos IV (B)      |      |
| 31 b.            | Corneta VI (D)       |      |
| 32.              | Corneta Tolosana III |      |
| 33.              | Trompeta de 52 (D)   | 32’  |

| (Fortsetzung) |                     |     |
| 34.           | Orlo de 26          | 16' |
| 35.           | Trompeta Real       | 8'  |
| 36 a.         | Fagot (B)           | 8'  |
| 36 b.         | Oboe (D)            | 8'  |
| 37.           | Trompeta Magna      | 16’ |
| 38 a.         | Clarín de bajos (B) | 8'  |
| 38 b.         | Clarín (D)          | 8'  |
| 39 a.         | Chirimía (B)        | 4'  |
| 39 b.         | Clarin 2 (D)        | 8'  |
| 40 a.         | Violeta (B)         | 2'  |
| 40 b.         | Chirimía (D)        | 4'  |
| 41.           | Viejas              | 16' |
| 42.           | Orlo de 13          | 8'  |

| Pedalwerk C– |               |     |
| 43.          | Contras de 26 | 16’ |
| 44.          | Contras de 13 | 8’  |

## Kathedrale
Gegenüber dem Ehrenhof des Palacio Real befindet sich die Kathedrale La Almudena. Obwohl der Platz den Eindruck eines geplanten Gesamtwerkes vermittelt, ist die Kirche jünger als das eigentliche Schloss. Der Bau der Kirche begann 1879 und zog sich bis ins 20. Jahrhundert hinein. Der historistische Bau, der der Hl. Maria von der Almudena (sinngemäß „von der Zitadelle“; ein Titel der Gottesmutter Maria als Patronin von Madrid) gewidmet ist und erst im Jahre 1993 zur Kathedrale des Erzbistums Madrid wurde, vereint in sich verschiedene Stile. Die zum Schloss gerichtete Hauptfassade mit den Doppeltürmen entspricht mit ihren säulengeschmückten Galerien den Fassaden des Palastes und bildet zu diesem ein architektonisches Gegengewicht.

## Park
Zum Palast gehört der große Schlosspark, ein bekannter Blick auf die Anlage führt von der weitläufigen „Campo del Moro“ zum Schloss. Der ursprüngliche Barockpark ist in seinen Grundzügen bis heute erhalten, besonders die mit beschnittenen Hecken und Parterres geschmückten „Sabatinigärten“ bilden zusammen mit dem Palast eine prunkvolle Einheit.

Galerie
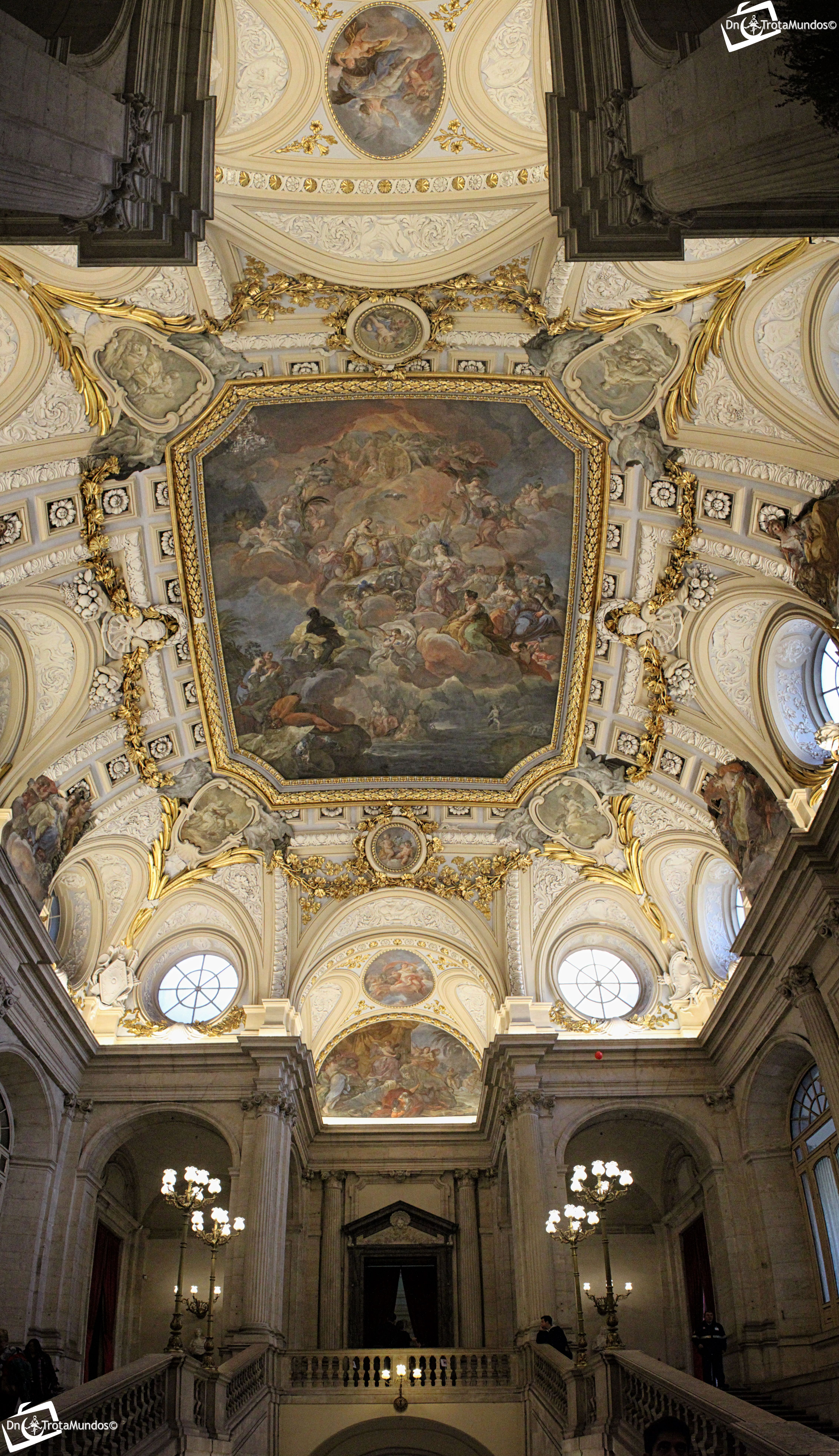
Deckengewölbe der Großen Treppe, Corrado Giaquinto
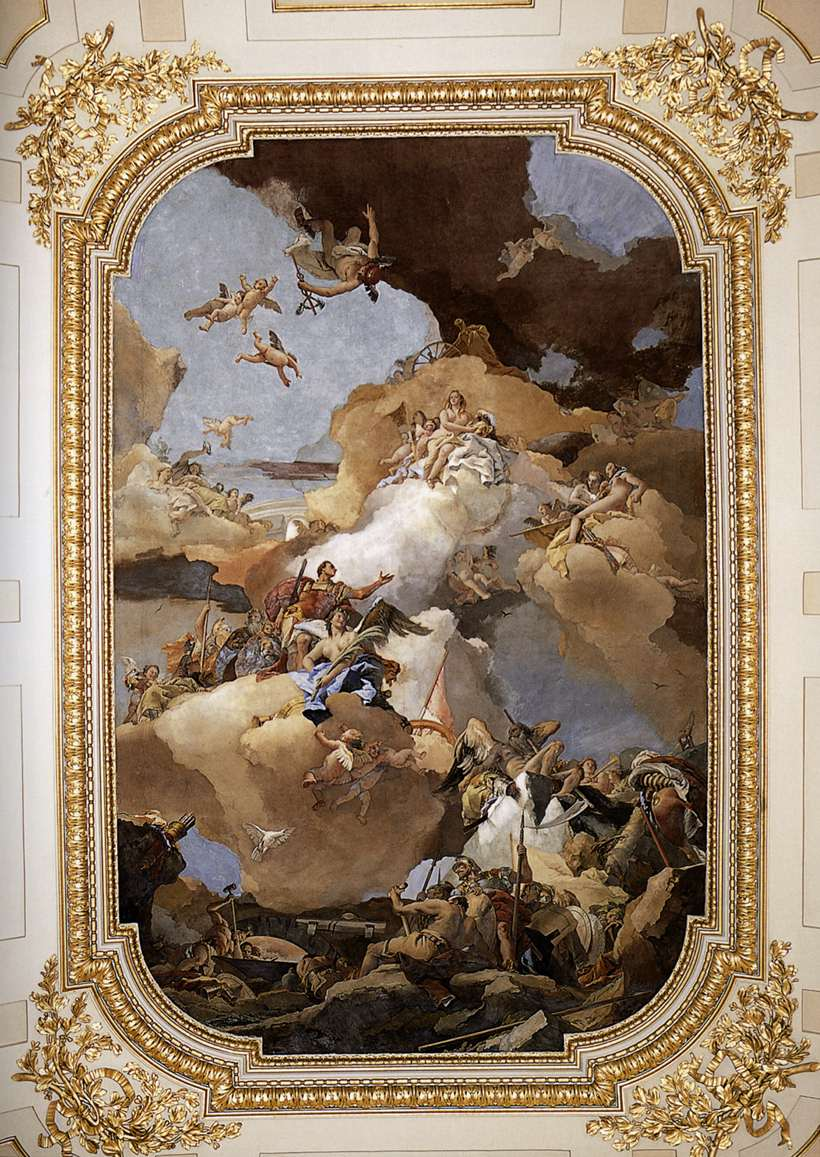
Venus und Vulkan, Deckenfresko von Giovanni Battista Tiepolo (1762–1766)
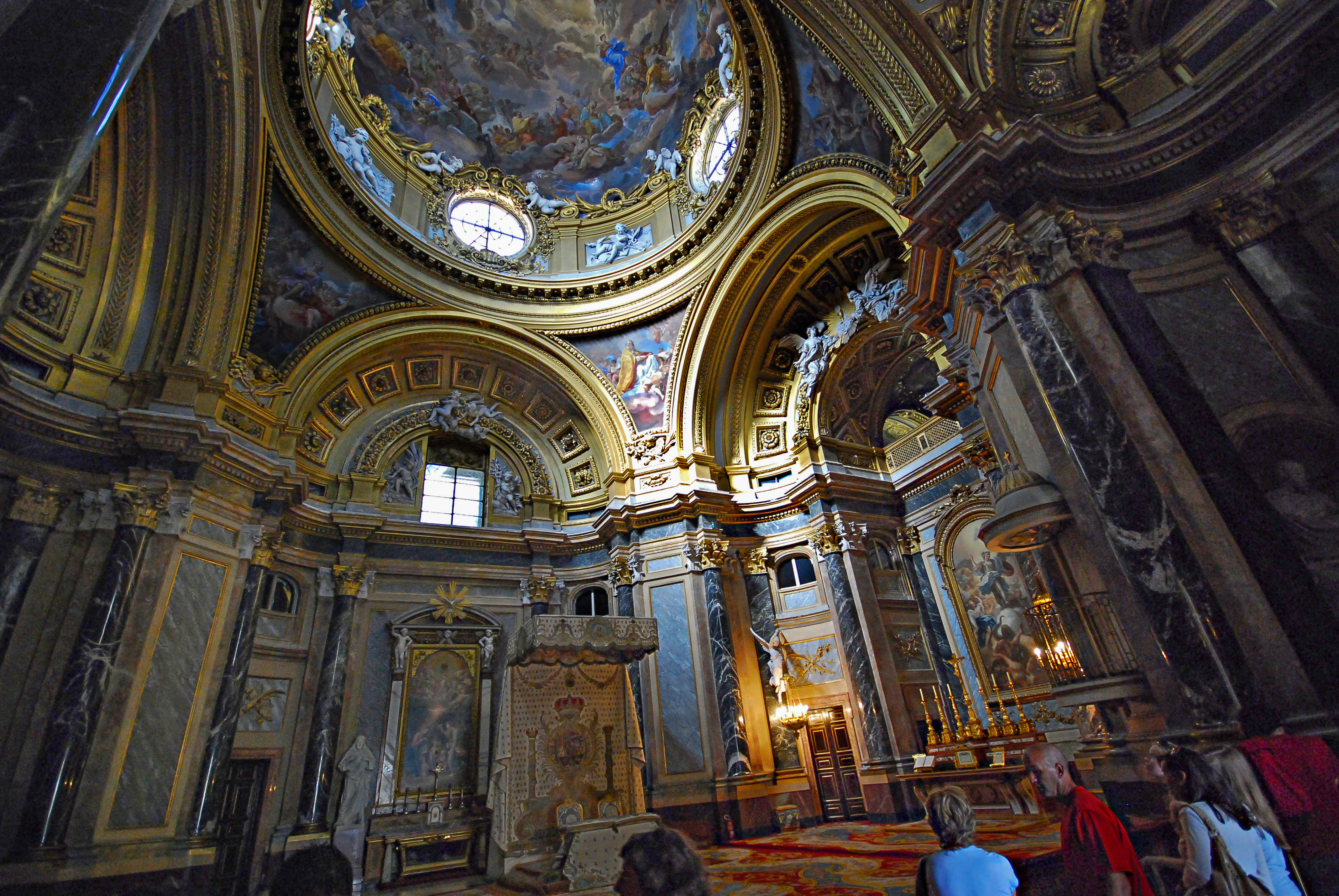
Blick in die Deckengewölbe der Kapelle
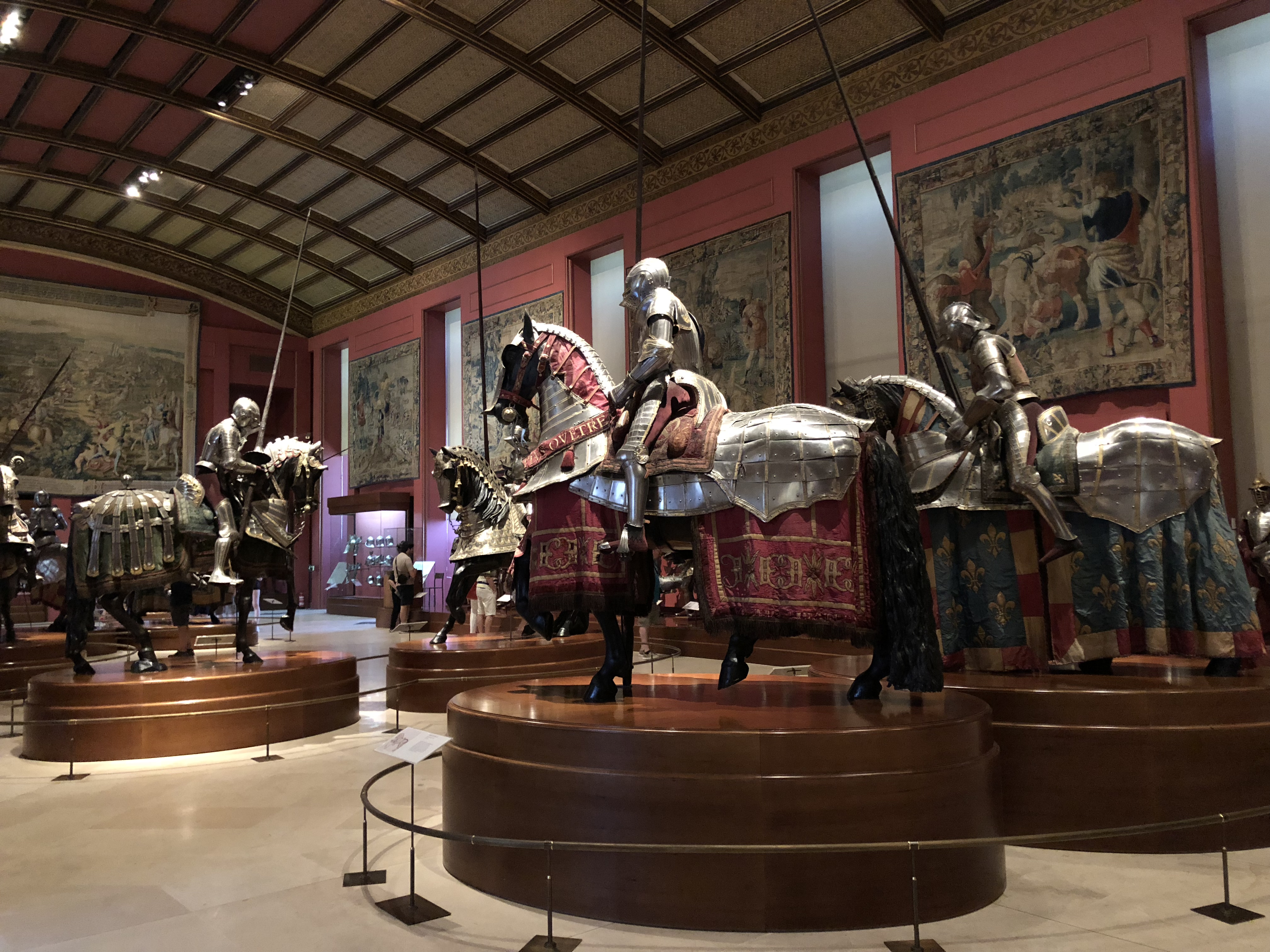
Waffenkammer
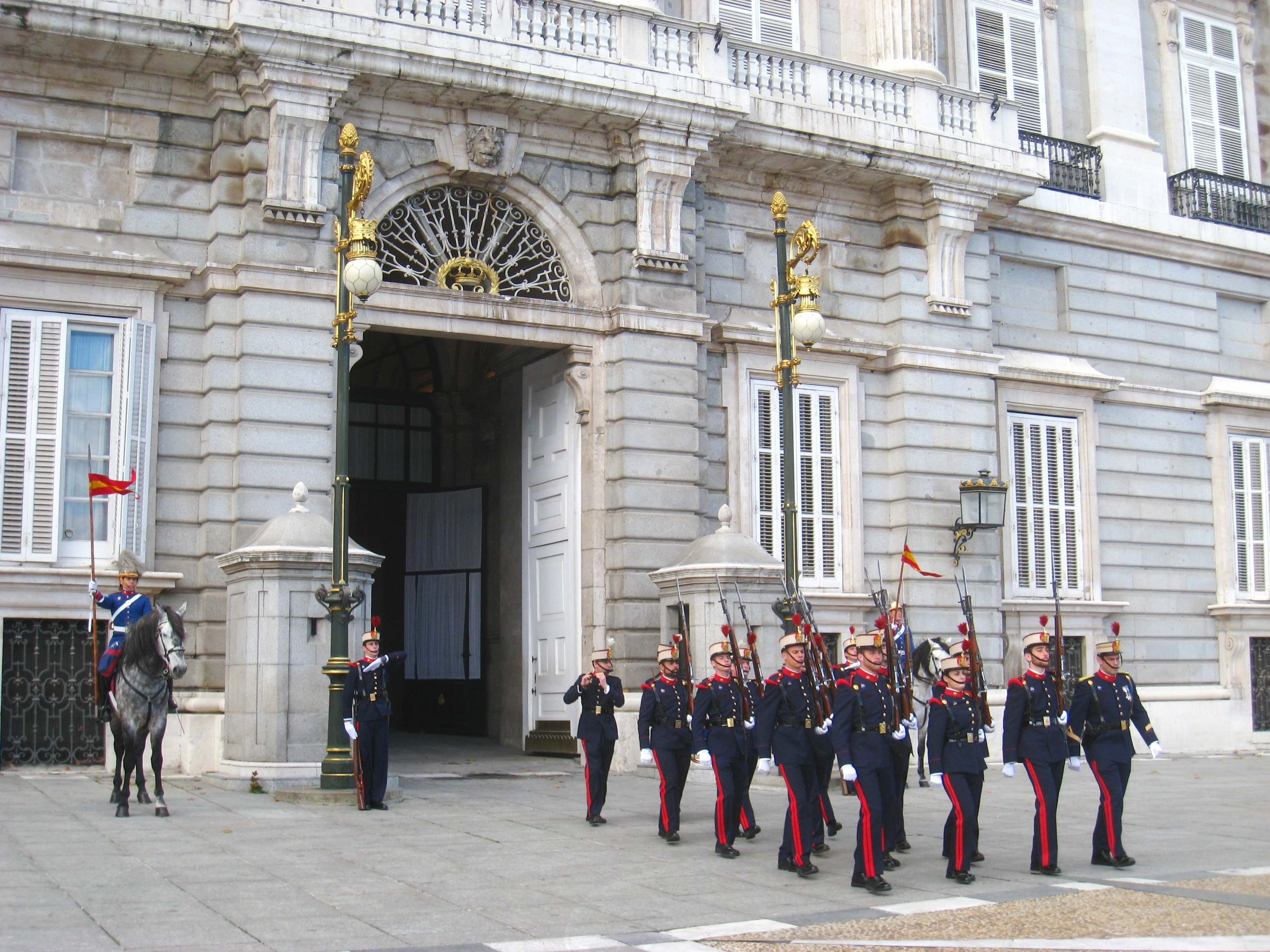
Wachablösung der Guardia Real
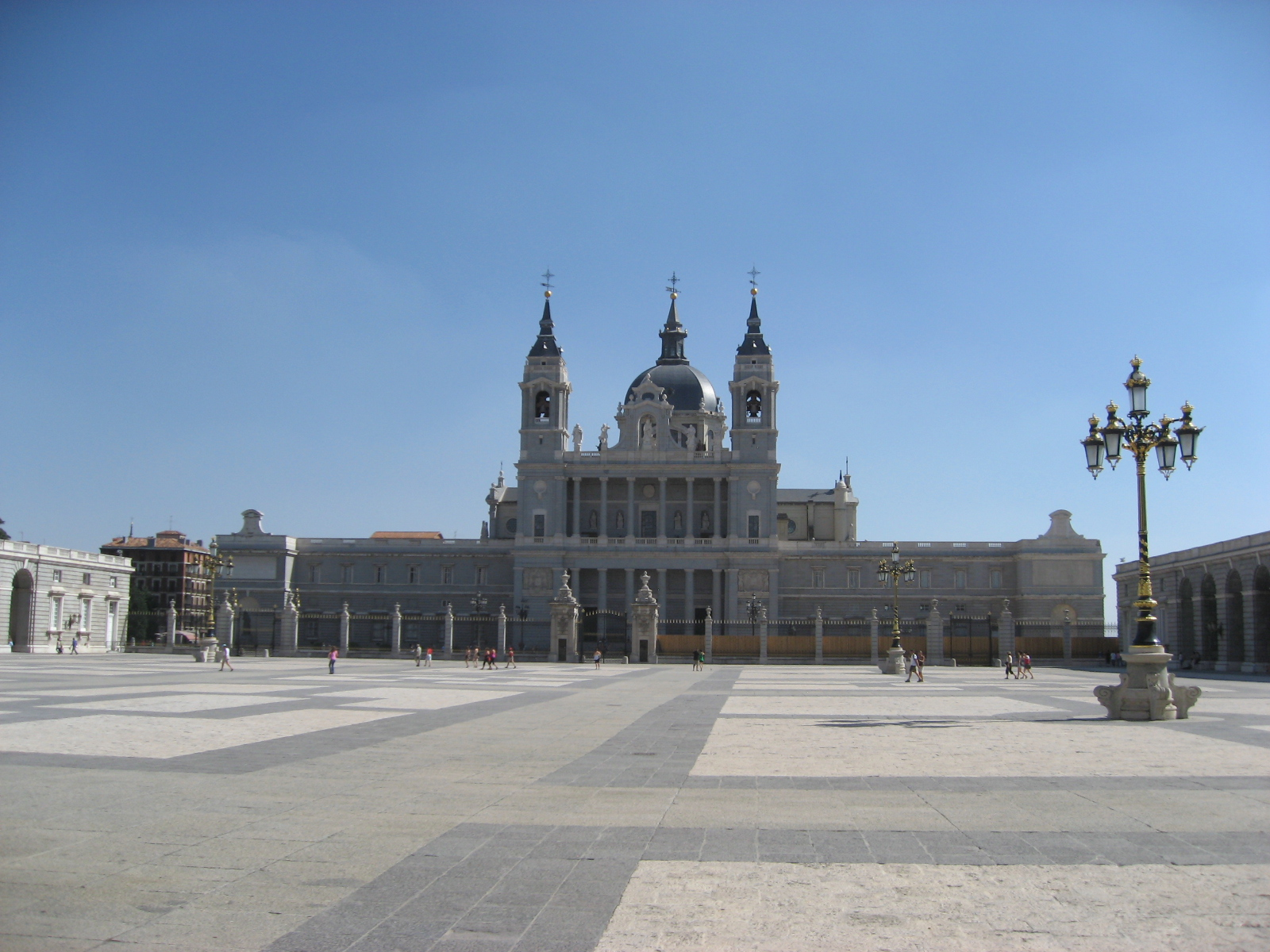
Die Kathedrale la Almudena vom Schlossplatz gesehen